# فلینت (میشیگان)
فلینت (به انگلیسی: Flint) شهری است در کشور آمریکا، ایالت میشیگان. فلینت در کنار رودخانه فلینت و در ۱۰۶ کیلومتری شهر دیترویت واقع شده‌است. طبق سرشماری که در سال ۲۰۱۲ انجام شد، جمعیت این شهر ۱۰۲۴۳۴ نفر می‌باشد که ان را تبدیل به هفتمین شهر بزرگ ایالت میشیگان نموده‌است. شهر فلینت زادگاه شرکت معروف جنرال موتورز است.